# Bisdom Fall River
Het bisdom Fall River (Latijn: Dioecesis Riverormensis) is een rooms-katholiek bisdom met als zetel Fall River, in de Amerikaanse staat Massachusetts. Het bisdom is suffragaan aan het aartsbisdom Boston. 

## Geschiedenis
Het bisdom werd opgericht op 12 maart 1904, uit delen van het bisdom Providence.

## Parochies
Het bisdom had in 2021 een oppervlakte van 3.107 km2 en telde 825.540 inwoners waarvan 33,3% rooms-katholiek was.

## Bisschoppen
- William Stang (12 maart 1904 - 2 februari 1907)
- Daniel Francis Feehan (3 juli 1907 - 19 juli 1934)
- James Edwin Cassidy (28 juli 1934 - 17 mei 1951; hulpbisschop sinds 21 maart 1930, apostolisch administrator sinds 3 oktober 1930, coadjutor sinds 13 juli 1934)
- James Louis Connolly (17 mei 1951 - 30 oktober 1970; coadjutor sinds 7 april 1945)
  - James Joseph Gerrard (hulpbisschop: 2 februari 1959 - 12 januari 1976)
- Daniel Anthony Cronin (30 oktober 1970 - 10 december 1991)
- Seán Patrick O’Malley (16 juni 1992 - 3 september 2002; kardinaal in 2006)
- George William Coleman (30 april 2003 - 3 juli 2014; apostolisch administrator sinds oktober 2002)
- Edgar Moreira da Cunha (3 juli 2014 - heden)

## Galerij van afbeeldingen

Wapen van het bisdom
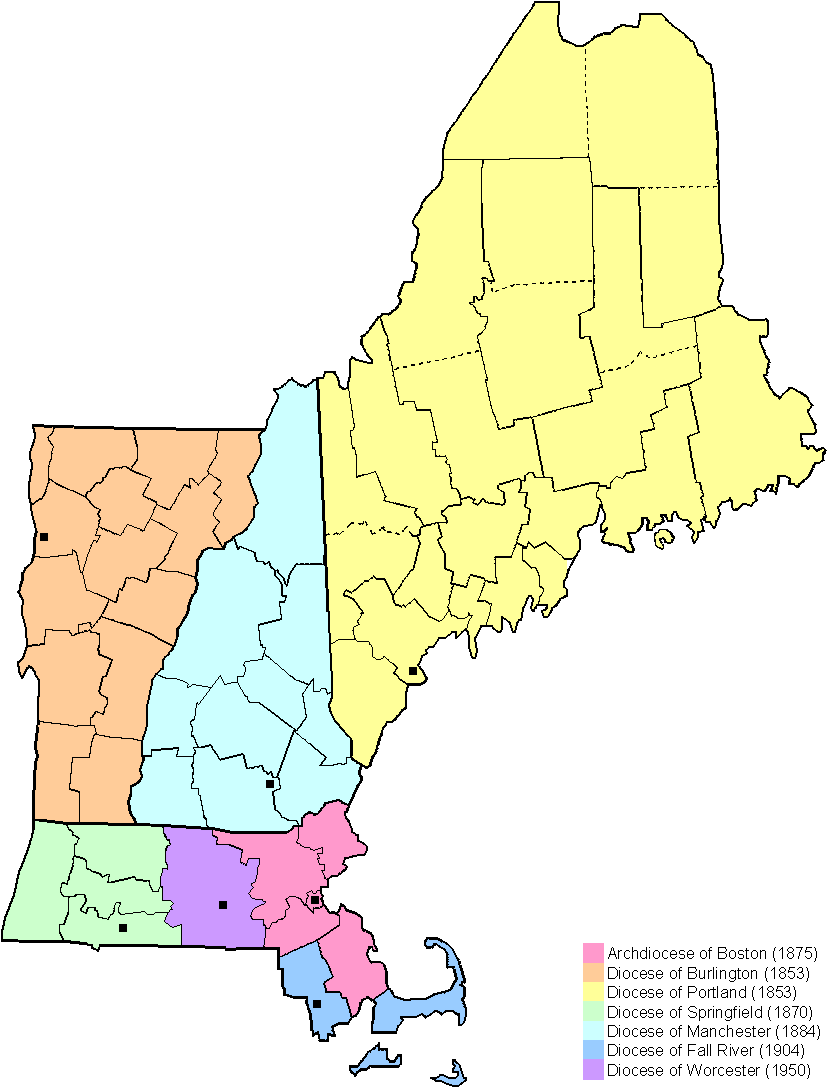
Kerkprovincie met aartsbisdom en suffragane bisdommen
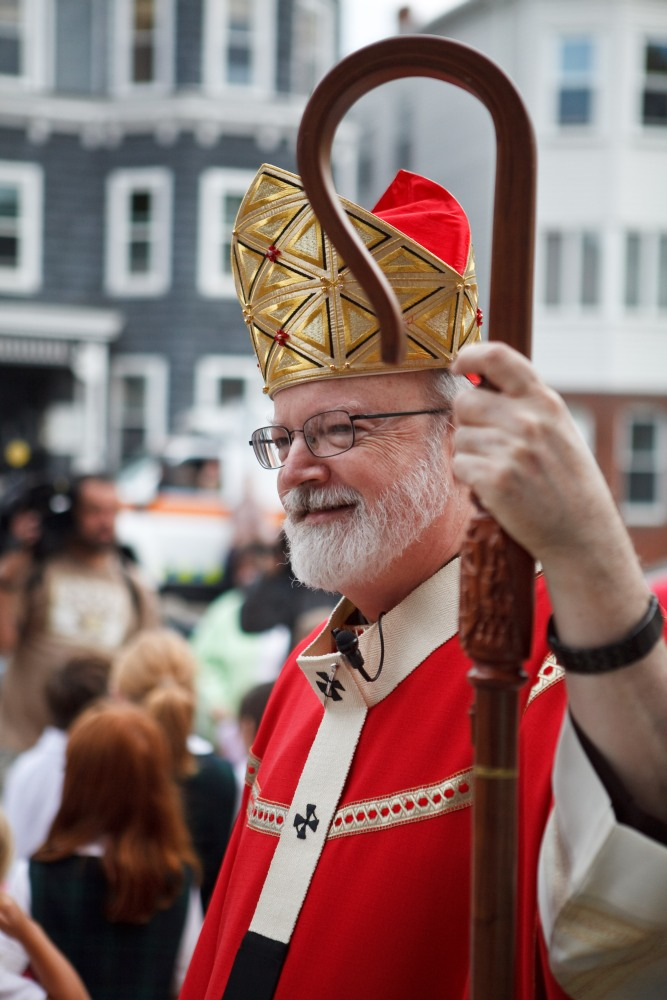
Bisschop Seán Patrick O’Malley (1992-2002), kardinaal in 2006

Boston (aartsbisdom) · Burlington · Fall River · Manchester · Portland · Springfield in Massachusetts · Worcester